# Pat Ward
Pat Ward (Clinton, Missouri, 17 de junho de 1957 − Des Moines, 15 de outubro de 2012) foi uma senadora do Estado de Iowa do 30º Distrito pelo partido Republicano.